# Maison Dufossé - La Table
Maison Dufossé - La Table est un ancien restaurant gastronomique, dans le quartier Metz-Centre, à Metz. Le chef était Christophe Dufossé.

## Distinctions gastronomiques
- Guide Michelin : depuis 2006 [2]
- Gault & Millau : 16/20[3]